# (210414) Gebartolomei
(210414) Gebartolomei est un astéroïde de la ceinture principale.

## Description
(210414) Gebartolomei est un astéroïde de la ceinture principale. Il fut découvert le 3 décembre 2007 à San Marcello Pistoiese par Luciano Tesi et Giancarlo Fagioli. Il présente une orbite caractérisée par un demi-grand axe de 2,28 UA, une excentricité de 0,14 et une inclinaison de 3,6° par rapport à l'écliptique.

## Compléments